# La ninfa Calisto, seducida por Júpiter bajo la forma de Diana
La ninfa Calisto, seducida por Júpiter bajo la forma de Diana es un cuadro, de 57,79 cm × 69,85 cm, pintado por François Boucher en 1759. Se conserva en el Museo de arte Nelson-Atkins de Kansas City en Misuri, Estados Unidos.

## Tema mitológico
Júpiter, enamorado de Calisto, toma el aspecto de Diana para seducirla.
El cuadro muestra el coqueteo entre la diosa de la caza y su ninfa favorita.

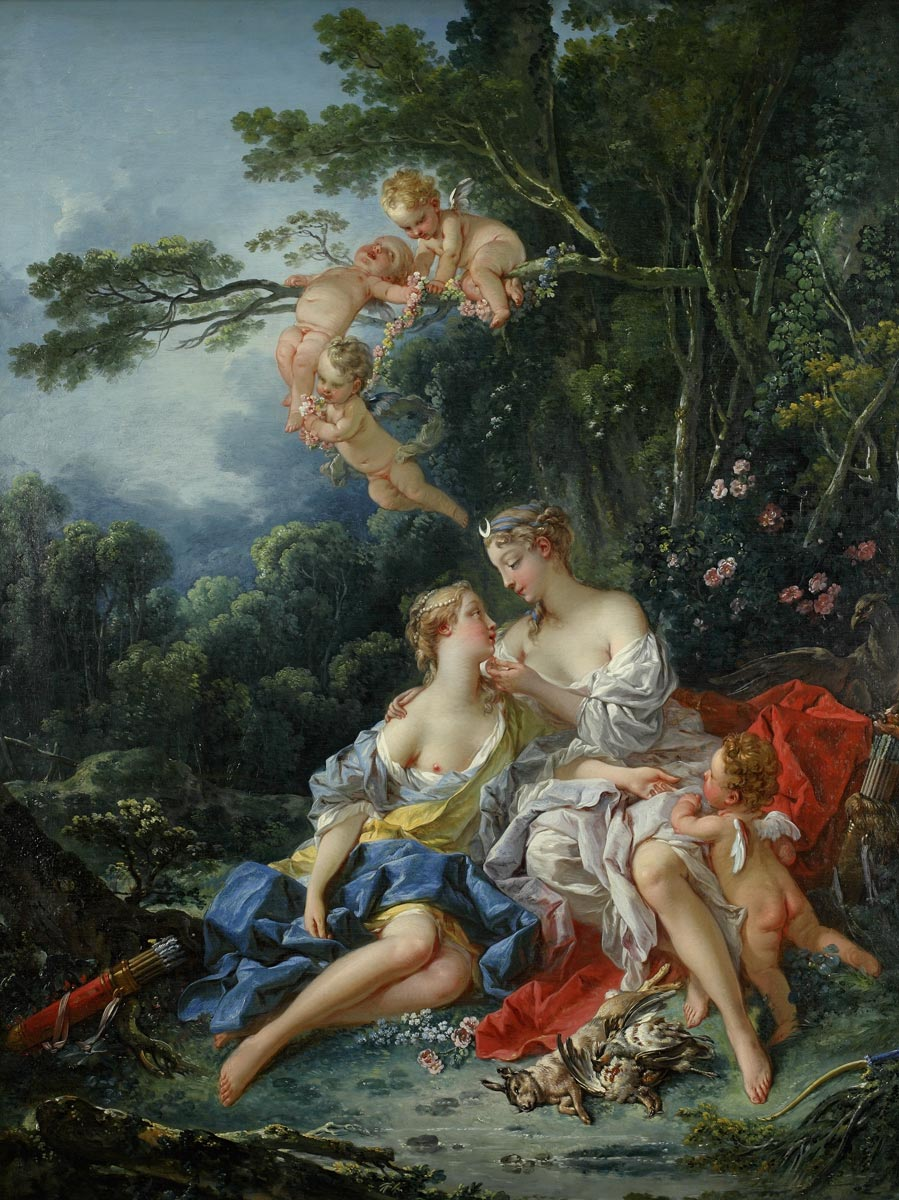
Júpiter y Calisto, Museo Pushkin de Moscú, versión de 1744.

El artista ya había tratado el tema en una versión anterior de 1744, con unas figuras y escena más decorativas y bucólicas, mientras en esta posterior el encuadre es más cercano, e incide mayormente en la voluptuosidad e intimidad.